# كلية الزراعة (جامعة جنوب الوادي)

تأسست كلية الزراعة بجامعة جنوب الوادي عام 1998 وتمنح الكلية درجة البكالوريوس في العلوم الزراعية. تقع كلية الزراعة داخل المقر الرئيسي للجامعة بقنــا وتتكون الكلية من خمس طوابق + بدروم تنقسم الي أقسام وإدارات الكلية المختلفة - قاعات الدروس ومعامل التدريبات العملية والبحثية - إدارة الكلية - الأقسام العلمية.

كلية الزراعة بجامعة جنوب الوادى، تقع في مدينة قنا على طريق قنا - البحر الأحمر، تأسست كلية الزراعة بجامعة جنوب الوادي عام 1998 بالقرار الجمهوري رقم 1665 لسنة 1996 كفرع من كلية الزراعة بسوهاج ثم استقلت بالقرار الوزاري رقم 129 عام 2006 م وتم تطبيق اللائحة الداخلية لكلية الزراعة جامعة سوهاج بالقرار الوزاري رقم (2578) بتاريخ 2/10/2006 وتمنح الكلية درجة البكالوريوس في العلوم الزراعية.
تقع كلية الزراعة داخل المقر الرئيسي للجامعة بقنــا وتتكون الكلية من خمس طوابق + بدروم تنقسم الي أقسام وإدارات الكلية المختلفة - قاعات الدروس ومعامل التدريبات العملية والبحثية - إدارة الكلية - الأقسام العلمية.
أقسام الكلية:- الكلية تضم مجموعة من الأقسام الهامة في مجال الزراعة مثال ذلك قسم المحاصيل وقسم الاراضى والمياة وقسم النبات الزراعى وقسم الإنتاج الحيوانى والدواجن وقسم الصناعات الغذائية والالبان وقسم البساتين وقسم وقاية النبات وقسم الاقتصاد والإرشاد الزراعى وتم إنشاء الكلية سنة 1997م ويدرس الطلاب اربع سنوات دراسية كشعبه عامة (إنتاج زراعى عام)

## روابط خارجية
الموقع الرسمي لكلية الزراعة (جامعة جنوب الوادى بقنا)